# Xã Boon, Michigan
Xã Boon (tiếng Anh: Boon Township) là một xã thuộc quận Wexford, tiểu bang Michigan, Hoa Kỳ. Năm 2010, dân số của xã này là 687 người.